# Campeonato Tocantinense de Segunda División 2020
El Campeonato Tocantinense de Segunda División de 2020 fue la 12.ª edición de la división de ascenso del fútbol Tocantinense. La competición inició el 4 de noviembre de 2020 y finalizó el 6 de diciembre del mismo año. Los dos mejores asciendieron al Campeonato Tocantinense de 2021.

## Participantes
- Alvorada
- Taquarussú
- Tocantins de Miracema
- Gurupi
- Araguaína

## Primera fase
| Pos. | Equipo                | Pts. | PJ | G | E | P | GF | GC | Dif. | Clasificación 2020   |
| ---- | --------------------- | ---- | -- | - | - | - | -- | -- | ---- | -------------------- |
| 1    | Gurupi                | 12   | 4  | 4 | 0 | 0 | 15 | 1  | +14  | Clasifica a la final |
| 2    | Tocantins de Miracema | 7    | 4  | 2 | 1 | 1 | 10 | 6  | +4   | Clasifica a la final |
| 3    | Alvorada              | 7    | 4  | 2 | 1 | 1 | 8  | 4  | +4   |                      |
| 4    | Taquarussú            | 3    | 4  | 1 | 0 | 3 | 4  | 14 | −10  |                      |
| 5    | Araguaína             | 0    | 4  | 0 | 0 | 4 | 0  | 12 | −12  | Se retiró            |

Actualizado a los partidos jugados el 29 de noviembre de 2020.
 Fuente: FTF
- Araguaína se retiró de la competición en la jornada inaugural y todos sus partidos se registraron con el marcador de 3:0 (W.O.) para sus oponentes, además el equipo recibió una suspensión de 2 años y una multa de R$ 15 mil.[1]

## Partidos
| Fecha                   | Lugar                 |                       |  | Resultado                                                                                             |  |                       |
| ----------------------- | --------------------- | --------------------- |  | --- |  | --------------------- |
| 4 de noviembre de 2020  | Miracema do Tocantins | Tocantins de Miracema |  | 4:1 (enlace roto disponible en Internet Archive; véase el historial, la primera versión y la última). |  | Taquarussú            |
| 4 de noviembre de 2020  | Gurupi                | Gurupi                |  | 2:0 (enlace roto disponible en Internet Archive; véase el historial, la primera versión y la última). |  | Alvorada              |
| 8 de noviembre de 2020  | Palmas                | Taquarussú            |  | 0:7                                                                                                   |  | Gurupi                |
| 8 de noviembre de 2020  | Araguaína             | Araguaína             |  | 0:3 (W.O.)                                                                                            |  | Tocantins de Miracema |
| 12 de noviembre de 2020 | Alvorada              | Alvorada              |  | 3:0 Archivado el 13 de noviembre de 2020 en Wayback Machine.                                          |  | Taquarussú            |
| 12 de noviembre de 2020 | Gurupi                | Gurupi                |  | 3:0 (W.O.)                                                                                            |  | Araguaína             |
| 22 de noviembre de 2020 | Miracema do Tocantins | Tocantins de Miracema |  | 1:3 Archivado el 21 de enero de 2021 en Wayback Machine.                                              |  | Gurupi                |
| 22 de noviembre de 2020 | Araguaína             | Araguaína             |  | 0:3 (W.O.)                                                                                            |  | Alvorada              |
| 29 de noviembre de 2020 | Alvorada              | Alvorada              |  | 2:2                                                                                                   |  | Tocantins de Miracema |
| 29 de noviembre de 2020 | Palmas                | Taquarussú            |  | 3:0 (W.O.)                                                                                            |  | Araguaína             |

### Final
| Fecha                  | Lugar  |        |  | Resultado |  |                       |
| ---------------------- | ------ | ------ |  | --------- |  | --------------------- |
| 6 de diciembre de 2020 | Gurupi | Gurupi |  | 1:0       |  | Tocantins de Miracema |

#### Campeón
| Campeonato Tocantinense de Segunda División 2020 |
| Caucaia                                          |
| ------------------------------------------------ |
| Gurupi Campeón (1º título)                       |

## Goleadores[2]
- Actualizado el 6 de diciembre de 2020.

| Pos. | Jugador     | Equipo                | Goles |
| ---- | ----------- | --------------------- | ----- |
| 1    | Tety        | Gurupi                | 4     |
|      | Tozin       | Gurupi                | 4     |
| 3    | Edicarlos   | Tocantins de Miracema | 3     |
| 4    | Igor Pato   | Gurupi                | 2     |
|      | Paulo César | Tocantins de Miracema | 2     |